# 마이테 프로엔사
마이테 프로엔사(Maitê Proença, 1958년 1월 28일 ~ )는 브라질의 배우이다.

## 출연 작품
- 엘비스 앤 마돈나 (2010)